# Czerwona Kokardka
Czerwona Kokardka – wyróżnienie przyznawane od 1996 przez Krajowe Centrum ds. AIDS.

## Lista odznaczonych

### 1996
| Imię i nazwisko             | Zawód, miejsce pracy                                   |
| --------------------------- | ------------------------------------------------------ |
| Lidia Babiuch               | lekarka, prof., Wojewódzki Szpital Zakaźny w Warszawie |
| Aleksander Białous          | muzyk, zespół Eleni                                    |
| Eleni                       | piosenkarka                                            |
| Helena Hajduga-Sereda       |                                                        |
| Kostas Dzokas               | muzyk, zespół Eleni                                    |
| Marek Kotański              | Stowarzyszenie „Monar”                                 |
| Antoni Kraus                | „Dom Ciepła”                                           |
| Zofia Kuratowska            | lekarka, senator                                       |
| Janina Ludawska             | szwedzkie stowarzyszenie „Arka Noego”                  |
| Aleksandra Pskit            |                                                        |
| Halina Seyfred              | Instytut Hematologii w Warszawie                       |
| Krystyna Helena Sienkiewicz | polityk, Ministerstwo Zdrowia                          |
| Andrzej Stapiński           | Instytut Wenerologii                                   |
| Jan Zygmunt Suchowiak       | epidemiolog, Ministerstwo Zdrowia                      |
| Teresa Wolska               |                                                        |

### 1997
| Imię i nazwisko                | Zawód, miejsce pracy                                                         |
| ------------------------------ | ---------------------------------------------------------------------------- |
| Marek Beniowski                | Ośrodek Diagnostyki i Terapii AIDS w Chorzowie                               |
| Anna Boroń-Kaczmarska          | Katedra i Klinika Chorób Zakaźnych PAM w Szczecinie                          |
| Agnieszka Borzuchowska         | Klinika Chorób Zakaźnych AM w Białymstoku                                    |
| Ewa Firląg-Burkacka            | Poradnia HIV/AIDS w Warszawie                                                |
| Joanna Gałaj                   | Stowarzyszenie Wolontariuszy wobec AIDS „Bądź z Nami”                        |
| Andrzej Gładysz                | prof. dr. hab., Katedra i Klinika Chorób Zakaźnych we Wrocławiu              |
| Waldemar Halota                | Klinika Chorób Zakaźnych AM w Bydgoszczy                                     |
| Andrzej Horban                 | dr n. med., Wojewódzki Szpital Zakaźny w Warszawie                           |
| Wiesław Jaszczyński            | podsekretarz stanu w Ministerstwie Zdrowia i Główny Inspektor Sanitarny      |
| Jacek Juszczyk                 | Klinika Chorób Zakaźnych AM w Poznaniu                                       |
| Dorota Latarska                | dr n. med., Wojewódzki Szpital Zakaźny W Warszawie                           |
| Arkadiusz Nowak                | duchowny katolicki, doradca Ministra Zdrowia ds. AIDS i Narkomanii           |
| Jadwiga Nowińska               |                                                                              |
| Dorota Rachwalska              |                                                                              |
| Dorota Rogowska-Szadkowska     | dr n. med. Klinika Chorób Zakaźnych AM w Białymstoku                         |
| Gabriela Szymanowska-Suchcicka |                                                                              |
| Hanna Trocha                   | dr n. med., Klinika Chorób Zakaźnych AM w Gdańsku                            |
| Danuta Wiewióra                | Stowarzyszenie Wolontariuszy wobec AIDS „Bądź z Nami”, telefon zaufania AIDS |

### 1998
| Imię i nazwisko      | Zawód, miejsce pracy                                      |
| -------------------- | --------------------------------------------------------- |
| Adrianna Chaława     | była pracowniczka MSD                                     |
| Maria Dziedzic       | Społeczny Komitet ds. AIDS                                |
| Edyta Geppert        | piosenkarka                                               |
| Małgorzata Jurkowska | Glaxo Smithkline Beecham                                  |
| Ewa Kopeć–Kamińska   | Wojewódzki Szpital Zakaźny                                |
| Musabin Mian         | Wojewódzki Szpital Zakaźny w Warszawie                    |
| Jolanta Orłowska     |                                                           |
| Małgorzata Słomian   |                                                           |
| Krystyna Sokołowska  | założycielka Stowarzyszenia na Rzecz Dzieci „Mały Książę” |
| Janusz Szymczak      |                                                           |
| Wojciech Tomczyński  | Stowarzyszenie Wolontariuszy wobec AIDS „Bądź z Nami”     |
| Marek Zygadło        | Krakowskie Stowarzyszenie Pomocy Uzależnionym             |

### 1999
| Imię i nazwisko             | Zawód, miejsce pracy                                                                       |
| --------------------------- | ------------------------------------------------------------------------------------------ |
| Edward Bożek                | Ośrodek Diagnostyki i Terapii AIDS w Chorzowie                                             |
| Tadeusz Doliński            | Ośrodek Diagnostyki i Terapii AIDS w Chorzowie                                             |
| Robert Gezler               | Stowarzyszenie „Bądź z nami”                                                               |
| Irena Głowaczewska          | podsekretarz stanu w Ministerstwie Zdrowia i Opieki Społecznej, Główny Inspektor Sanitarny |
| Elżbieta Gulińska           |                                                                                            |
| Jolanta Kwaśniewska         | pierwsza dama RP, honorowa patronka Światowego Dnia AIDS w Polsce                          |
| Magdalena Marczyńska        | dr hab. n. med., kierowniczka Kliniki Chorób Zakaźnych Wieku Dziecięcego AM w Warszawie    |
| Ewa Milewska-Celińska       | kancelaria adwokacka                                                                       |
| Emanuela Orłowska           | Klinika Chorób Zakaźnych w Gdańsku                                                         |
| Andrea Racca                | obywatel Włoch, który adoptował trójkę polskich dzieci w tym dwoje z wirusem HIV           |
| Jolanta Sabbat              | była łączniczka Ministerstwa Zdrowia z WHO                                                 |
| Małgorzata Szczepańska-Putz | dr n. med., Klinika Chorób Zakaźnych Wieku Dziecięcego AM w Warszawie                      |
| Dorota Szkurłatowicz        | Ośrodek Diagnostyki i Terapii AIDS w Chorzowie                                             |
| Aldona Zygmunt              | pracowniczka firmy Glaxo Smithkline Beecham                                                |

### 2000
| Imię i nazwisko                     | Zawód, miejsce pracy                                                                          |
| ----------------------------------- | --------------------------------------------------------------------------------------------- |
| Kinga Brendler                      | Stowarzyszenie Wolontariuszy wobec AIDS „Bądź z Nami”                                         |
| Hanna Brząkalik                     | Stowarzyszenie „Monar”                                                                        |
| Grażyna Budka                       | Społeczny Komitet ds. AIDS                                                                    |
| Magdalena Chomik                    | Ośrodek Diagnostyki i Terapii AIDS w Chorzowie                                                |
| Małgorzata Czerniawska-Ankiersztejn | Dyrektor Krajowego Centrum ds. AIDS                                                           |
| Tatiana Duklas                      | Stowarzyszenie na Rzecz Prewencji HIV/AIDS i innych Chorób Przenoszonych Drogą Płciową „Tada” |
| Dariusz Denis                       | Krakowskie Towarzystwo Pomocy Uzależnionym                                                    |
| Łucja Gołaś                         | Wojewódzki Szpital Zakaźny w Warszawie                                                        |
| Joachim Hanisz                      | Ośrodek Readaptacyjny Ministerstwa Zdrowia w Anielinie                                        |
| Tomasz Kluczewicz                   | Ośrodek Wypoczynkowy ELEMIS                                                                   |
| Oliver Kohncke                      | Boehringer Ingelheim                                                                          |
| Mateusz Witold Liwski               | Polska Fundacja Pomocy Humanitarnej „Res Humanae”                                             |
| Artur Lutarewicz                    | Społeczny Komitet ds. AIDS                                                                    |
| Wojciech Maksymowicz                | były minister zdrowia                                                                         |
| Krzysztof Tomasz Niemiec            | dr hab. n. med., Instytut Matki i Dziecka                                                     |
| Anetta Sienkiewicz                  | Bristol Meyers Squibb                                                                         |
| Krzysztof Skompiński                | Krakowskie Towarzystwo Pomocy Uzależnionym                                                    |
| Magdalena Wejner                    | Poradnia Profilaktyczno-Lecznicza w Warszawie                                                 |
| Janusz Zimak                        | Towarzystwo Rodzin i Przyjaciół Dzieci Uzależnionych „Powrót z U”                             |

### 2001
| Imię i nazwisko              | Zawód, miejsce pracy                                                         |
| ---------------------------- | ---------------------------------------------------------------------------- |
| Andrzej Broniek              | Firma Abbott                                                                 |
| Marzena Ksel                 | lekarka, Centralny Zarząd Służb Więziennych                                  |
| Roman Latoszyński            |                                                                              |
| Agnieszka Małkowska          |                                                                              |
| Tomasz Mikuła                |                                                                              |
| Katarzyna Puławska-Popielarz | Młodzieżowy Ośrodek Rehabilitacyjny Warszawskiego Towarzystwa Dobroczynności |
| Bożena Targosz               | dziennikarka                                                                 |
| Joanna Tomczak-Hałaburda     | Firma Roche                                                                  |
| Jerzy Stążka                 | lekarz, Wojewódzki Szpital Zakaźny                                           |
| Jolanta Wojciechowska        | Uniwersytet Gdański                                                          |

### 2002
| Imię i nazwisko            | Zawód, miejsce pracy                                                           |
| -------------------------- | ------------------------------------------------------------------------------ |
| Jolanta Berdzik            | Powiatowa Stacja Sanitarno-Epidemiologiczna we Wrocławiu                       |
| Ewa Choromańska            | (pośmiertnie)                                                                  |
| Barbara Daniluk-Kula       | wicedyrektorka Krajowego Centrum ds. AIDS                                      |
| Iwona Fatyga               | kancelaria adwokacka                                                           |
| Jadwiga Gizińska           | Wojewódzki Szpital Zakaźny w Warszawie                                         |
| Ewa Grycner                | Poradnia Profilaktyczno-Lecznicza w Warszawie                                  |
| Zbigniew Izdebski          | prof., Wydział Pedagogiczny Uniwersytetu Warszawskiego                         |
| Maria Jankowska            | lekarka, Klinika Chorób Zakaźnych AM w Gdańsku                                 |
| Leokadia Jung              | Stowarzyszenie Wolontariuszy wobec AIDS „Bądź z Nami”                          |
| Wojciech Kilanowski        | (pośmiertnie) Stowarzyszenie Wolontariuszy wobec AIDS „Bądź z Nami”            |
| Małgorzata Kłys-Rachwalska | Poradnia Nabytych Niedoborów Immunologicznych, Szpital Wojewódzki w Szczecinie |
| Brygida Knysz              | lekarka, Klinika Chorób Zakaźnych AM we Wrocławiu                              |
| Jan Kopczyk                | KRUS                                                                           |
| Eliza Książczak            | Polska Akcja Humanitarna „Res Humanae”                                         |
| Michał Łopacki             | Stowarzyszenie Wolontariuszy wobec AIDS „Bądź z Nami”                          |
| Zofia Marchwińska          | Stowarzyszenie Wolontariuszy wobec AIDS „Bądź z Nami”                          |
| Piotr Mildner              | Boeringer Ingelheim                                                            |
| Elżbieta Mularska          | Ośrodek Diagnostyki i Terapii AIDS w Chorzowie                                 |
| Anna Nowak                 | Przewodnicząca Stowarzyszenia „Tada”                                           |
| Małgorzata Nowak           | Miejska Stacja Sanitarno-Epidemiologiczna w Częstochowie                       |
| Regina Podlasin            | Wojewódzki Szpital Zakaźny w Warszawie                                         |
| Magdalena Pynka            | Klinika Chorób Zakaźnych AM w Szczecinie                                       |
| Beata Sacharczuk           | Poradnia Nabytych Niedoborów Immunologicznych, Szpital Wojewódzki w Szczecinie |
| Longina Teodorczyk-Rajca   | Wojewódzka Stacja Sanitarno-Epidemiologiczna we Wrocławiu                      |
| Alicja Wardzyńska          | Stowarzyszenie Wolontariuszy na Rzecz Dzieci „Mały Książę”                     |
| Ewa Wolniewicz             | Wojewódzki Szpital Zakaźny w Warszawie                                         |
| Barbara Wondołowska        | Wojewódzki Szpital Zakaźny w Warszawie                                         |
| Beata Zawada               | lekarka, Krajowe Centrum ds. AIDS                                              |

### 2003
| Imię i nazwisko           | Zawód, miejsce pracy                                                                 |
| ------------------------- | ------------------------------------------------------------------------------------ |
| Justyna Bągorska          | Stowarzyszenie DA-DU                                                                 |
| Kajetan Dubiel            | Centralny zarząd Służby Więziennej                                                   |
| Mariusz Jatymowicz        | Dyrektor Generalny Bristol-Myers Squibb Services Sp. z o.o.                          |
| Robert Kozyra             | prezes Radia Zet                                                                     |
| Robert Piotr Łukasik      | stowarzyszenie „Tolerseks”                                                           |
| Kasia Malinowska-Sempruch | UNDP                                                                                 |
| Nina Terentiew            | prezeska TVP2                                                                        |
| Agnieszka Walendzik       | Zakład Poradnictwa Młodzieżowego i Edukacji Seksualnej Uniwersytetu Zielonogórskiego |
| Władysława Zielińska      | (pośmiertnie) prof. dr n. med. Wojewódzki Szpital Zakaźny w Gdańsku                  |

### 2004
| Imię i nazwisko       | Kategoria |
| --------------------- | --- |
| Justyna Kozłowska     | wolontariat – Stowarzyszenie Wolontariuszy na rzecz AIDS „Mały Książę”                                            |
| Donat Kuczewski       | kategoria NGO – EKO „Szkoła Życia” w Wandzinie                                                                    |
| Anna Mentlewicz       | media – Telewizja Polska S.A.                                                                                     |
| Marta Prokopczyk      | NGO – Stowarzyszenie Wolontariuszy wobec AIDS „Bądź z Nami”                                                       |
| Tomasz Smiatacz       | środowisko medyczne – Klinika Chorób Zakaźnych Akademii Medycznej w Gdańsku                                       |
| Małgorzata Wiśniewska | media – Telewizja Polska S.A.                                                                                     |
| Anita Wnuk            | środowisko medyczne – Klinika Chorób Zakaźnych AM w Szczecinie Samodzielny Publiczny Wojewódzki Szpital Zespolony |

### 2005
| Imię i nazwisko       | Kategoria                                                                    |
| --------------------- | ---------------------------------------------------------------------------- |
| Marek Gawieńczuk      | Firma Farmaceutyczna – Bristol Myers Squibb                                  |
| Jacek Gąsiorowski     | środowisko medyczne – Katedra i Klinika Chorób Zakaźnych we Wrocławiu        |
| Marek Lecko           | NGO – Punkt Diagnostyczno-Konsulatcyjny we Wrocławiu                         |
| Grażyna Mucha         | środowisko medyczne – Ośrodek Readaptacyjny Ministerstwa Zdrowia w Anielinie |
| Włodzimierz Paszyński | publikacje – Kolegium Nauczycielskie w Warszawie                             |
| Alina Serkowska       | rodzina – pomoc dzieciom zakażonym wirusem HIV                               |
| Janusz Serkowski      | rodzina – pomoc dzieciom zakażonym HIV                                       |
| Małgorzata Stawicka   | wolontariat – Urząd Miasta st. Warszawy                                      |
| Anna Sukmanowska      | media – TVP1                                                                 |
| Bartłomiej Widawski   | NGO – Społeczny Komitet ds. AIDS, Młodzieżowy Ośrodek Socjoterapii „Kąt”     |

### 2006
| Imię i nazwisko       | Kategoria                                                                                                 |
| --------------------- | --- |
| Bristol Myers Squibb  | firma |
| Joanna Dec            | działalność społeczna – Zakład Poradnictwa Młodzieżowego i Edukacji Seksualnej, Uniwersytet Zielonogórski |
| Anna Karska-Szymańska | inne działania – Roche Polska sp. Z o.o.                                                                  |
| Małgorzata Kruk       | działalność społeczna – Stowarzyszenie „Sieć Plus”                                                        |
| Anna Kucharuk         | działalność społeczna – wolontariuszka „Mały Książę”                                                      |
| Halina Polaska        | profilaktyka – Bursa Szkolnictwa Ponadpodstawowego, TRR Kraków                                            |
| Danuta Postolska      | media – Teleexpress                                                                                       |
| Edyta Skoczeń         | środowisko medyczne – Wojewódzki Szpital Zakaźny w Warszawie                                              |
| TVN                   | firma |
| Adam Witor            | środowisko medyczne – dr, Katedra i Oddział Kliniczny Chorób Zakaźnych ŚAM w Chorzowie                    |
| Ewa Zarazińska        | środowisko medyczne – Wojewódzka Przychodnia Skórno-Wenerologiczna w Gdańsku                              |

### 2007
| Imię i nazwisko                               | Kategoria                                                                         |
| --------------------------------------------- | --------------------------------------------------------------------------------- |
| Boehringer Ingelheim                          | firma                                                                             |
| Małgorzata Lemańska                           | środowisko medyczne – dr, Klinika Chorób Zakaźnych w Gdańsku                      |
| Robert Letkiewicz                             | środowisko medyczne – dr, gabinet stomatologiczny dla osób żyjących z wirusem HIV |
| L’Oreal Polska                                | firma                                                                             |
| Andrzej Olczyk                                | działalność społeczna – stowarzyszenie „Razem” Toruń                              |
| Ośrodek Pomocy Społecznej dzielnicy Rembertów | inne działania                                                                    |
| Wojciech Rudalski                             | środowisko medyczne – dr, Centralny Zarząd Służb Więziennych                      |
| Wiesław Sokoluk                               | profilaktyka – pedagog, seksuolog                                                 |
| Alicja Wierzbicka                             | działalność społeczna – stowarzyszenie „Plus Minus”                               |
| Marzena Wolska                                | działalność społeczna – wicedyrektorka ośrodka socjoterapii „Kąt”                 |

### 2008
| Imię i nazwisko     | Kategoria                                                                       |
| ------------------- | ------------------------------------------------------------------------------- |
| Dariusz Dudziński   | działalność społeczna                                                           |
| Anna Chorąży-Samsel | profilaktyka – PSSE Ostrów Mazowiecka                                           |
| Bogdan Kanciała     | środowisko medyczne – Wojewódzki Szpital Zakaźny                                |
| Krzysztof Kotowski  | organizacje pozarządowe – Stowarzyszenie Wolontariuszy wobec AIDS „Bądź z Nami” |
| Mariola Magnowska   | środowisko medyczne                                                             |
| Adam Perzyński      | biznes – Jansen Cilag                                                           |
| Andrzej Słupski     | działalność społeczna – Pomorski Dom Nadziei                                    |
| Paweł Walewski      | media – „Polityka”                                                              |
| Lidia Woć           | profilaktyka                                                                    |
| Paweł Zielazny      | działalność instytucji i samorządów – Urząd Marszałkowski w Gdańsku             |

### 2009
| Imię i nazwisko                 | Kategoria                                                    |
| ------------------------------- | ------------------------------------------------------------ |
| Małgorzata Abramowska           | profilaktyka – Warszawski Uniwersytet Medyczny               |
| Magdalena Ankiersztejn-Bartczak | profilaktyka – Fundacja Edukacji Społecznej                  |
| Izabela Fic-Redlińska           | media – „Rzeczpospolita”                                     |
| Agnieszka Górska                | organizacje pozarządowe – Stowarzyszenie Lambda Warszawa     |
| Wanda Janowska                  | działalność społeczna – wolontariuszka, Stowarzyszenie Da Du |
| Joanna Pociecha                 | rodzina                                                      |
| Waldemar Pociecha               | rodzina                                                      |
| Jolanta Popielska               | środowisko medyczne                                          |
| Dominika Soćko                  | działalność społeczna – wolontariuszka                       |
| Tomasz Wojtasik                 | profilaktyka                                                 |
| Agnieszka Zaranek               | działalność społeczna – wolontariuszka                       |

### 2011
| Imię i nazwisko                                                                    | Kategoria |
| ---------------------------------------------------------------------------------- | --- |
| Małgorzata Doroba                                                                  | działalność społeczna – Wojewódzki Szpital Zakaźny w Warszawie                                                                 |
| Adam Fronczak                                                                      | działalność instytucji – Ministerstwo Zdrowia                                                                                  |
| Kancelaria Prawna Dewey & Le Boeuf                                                 | działania sektora prywatnego – na ręce dr hab. Małgorzaty Bednarek i mecenasa Łukasza Gorka                                    |
| Marek Krawczyk i współpracownicy z zespołu transplantacyjnego Szpitala Klinicznego | wyróżnienie specjalne – dla prof. dr n. med. Krawczyka i jego współpracowników z zespołu transplantacyjnego                    |
| Edyta Laurman-Jarząbek                                                             | profilaktyka – Punkt Konsultacyjno-Diagnostyczny Kielce, Kraków                                                                |
| Małgorzata Marchewka                                                               | środowisko medyczne – Klinika Chorób Zakaźnych we Wrocławiu                                                                    |
| Marka M.A.C. Cosmetics                                                             | działania sektora prywatnego – na ręce Brand Managera Agnieszki Sikora-Marzec i koordynatorki M.A.C. AIDS Fund Anny Żukowskiej |
| Tomasz Mikuła                                                                      | środowisko medyczne – dr, Wojewódzki Szpital Zakaźny w Warszawie                                                               |
| Remigiusz Jarosław Tritt                                                           | kategoria działalność społeczna – dr. n. med.                                                                                  |
| Agnieszka Waluszko                                                                 | profilaktyka – Fundacja Edukacji Społecznej                                                                                    |

### 2012
| Imię i nazwisko                                       | Kategoria                                                                       |
| ----------------------------------------------------- | ------------------------------------------------------------------------------- |
| Abbott Laboratories Poland                            | działania sektora prywatnego                                                    |
| Agnieszka Dobija-Nowak                                | działalność instytucji rządowych, samorządowych – Urząd M. ST. Warszawy         |
| Krzysztof Faliński                                    | działalność instytucji rządowych, samorządowych – Urząd Marszałkowski, Szczecin |
| Gilead Sciences Poland                                | działania sektora prywatnego                                                    |
| Paweł Grąbczewski                                     | środowisko medyczne – dr, Wojewódzki Szpital Zakaźny w Warszawie                |
| Adam Hęćko                                            | profilaktyka – Pomorski Dom Nadziei, MONAR Gdańsk                               |
| Dagmara Kraus                                         | profilaktyka – Zjednoczenie na Rzecz Żyjących z HIV/AIDS „Pozytywni w Tęczy”    |
| Bogumiła Kryśkiewicz                                  | działalność społeczna – Wojewódzki Szpital Zakaźny w Warszawie                  |
| Łukasz Łapiński                                       | profilaktyka – Stowarzyszenie „Podwale Siedem”, Wrocław                         |
| portal www.cd4.pl                                     | działania sektora prywatnego                                                    |
| projekt – Pozytywnie Otwarci                          | działania sektora prywatnego                                                    |
| Tadeusz Rosa i Młodzieżowa Szkoła Liderów w Mikołowie | działalność organizacji pozarządowych                                           |
| Leszek Szymański                                      | działalność społeczna – Dom Ciepła Wrocław, Telefon zaufania                    |

### 2013
| Imię i nazwisko                                               | Kategoria |
| ------------------------------------------------------------- | --- |
| Katarzyna Bernat                                              | działalność społeczna – Warszawa                                                                                           |
| Biuro Służby Zdrowia w Centralnym Zarządzie Służby Więziennej | działania instytucji rządowych − na ręce dyrektora płk prof. dr hab. med. Leszka Markuszewskiego                           |
| Budimex S.A.                                                  | działania sektora prywatnego − profilaktyka HIV/AIDS w ramach realizacji Projektu Modernizacji Wrocławskiego Węzła Wodnego |
| Grażyna Cholewińska-Szymańska                                 | środowisko medyczne − dr nauk medycznych, Wojewódzki Szpital Zakaźny w Warszawie                                           |
| Krajowe Biuro do Spraw Przeciwdziałania Narkomanii            | działania instytucji rządowych − na ręce dyrektora Piotra Jabłońskiego                                                     |
| Katarzyna Marczewska                                          | działalność społeczna − PSSE Lipno                                                                                         |
| Irena Przepiórka                                              | działalność społeczna − Warszawa                                                                                           |
| Halina Strzelecka                                             | środowisko medyczne − Biuro Służby Zdrowia w Centralnym Zarządzie Służby Więziennej                                        |
| Bartosz Szetela                                               | środowisko medyczne − Klinika Chorób Zakaźnych we Wrocławiu                                                                |